# Betschdorf
Betschdorf är en kommun i departementet Bas-Rhin i regionen Grand Est (tidigare regionen Alsace) i nordöstra Frankrike. Den bildades 1971 genom sammanläggning av de dåvarande kommunerna Oberbetschdorf och Niederbetschdorf. Året därpå uppgick även de närliggande byarna Kuhlendorf, Reimerswiller och Schwabwiller i den nya storkommunen.
Kommunen ligger i kantonen Soultz-sous-Forêts som tillhör arrondissementet Wissembourg. År 2022 hade Betschdorf 4 212 invånare.

## Befolkningsutveckling
Antalet invånare i kommunen Betschdorf
| Referens: INSEE |